# 比爾·約翰遜 (政治人物)

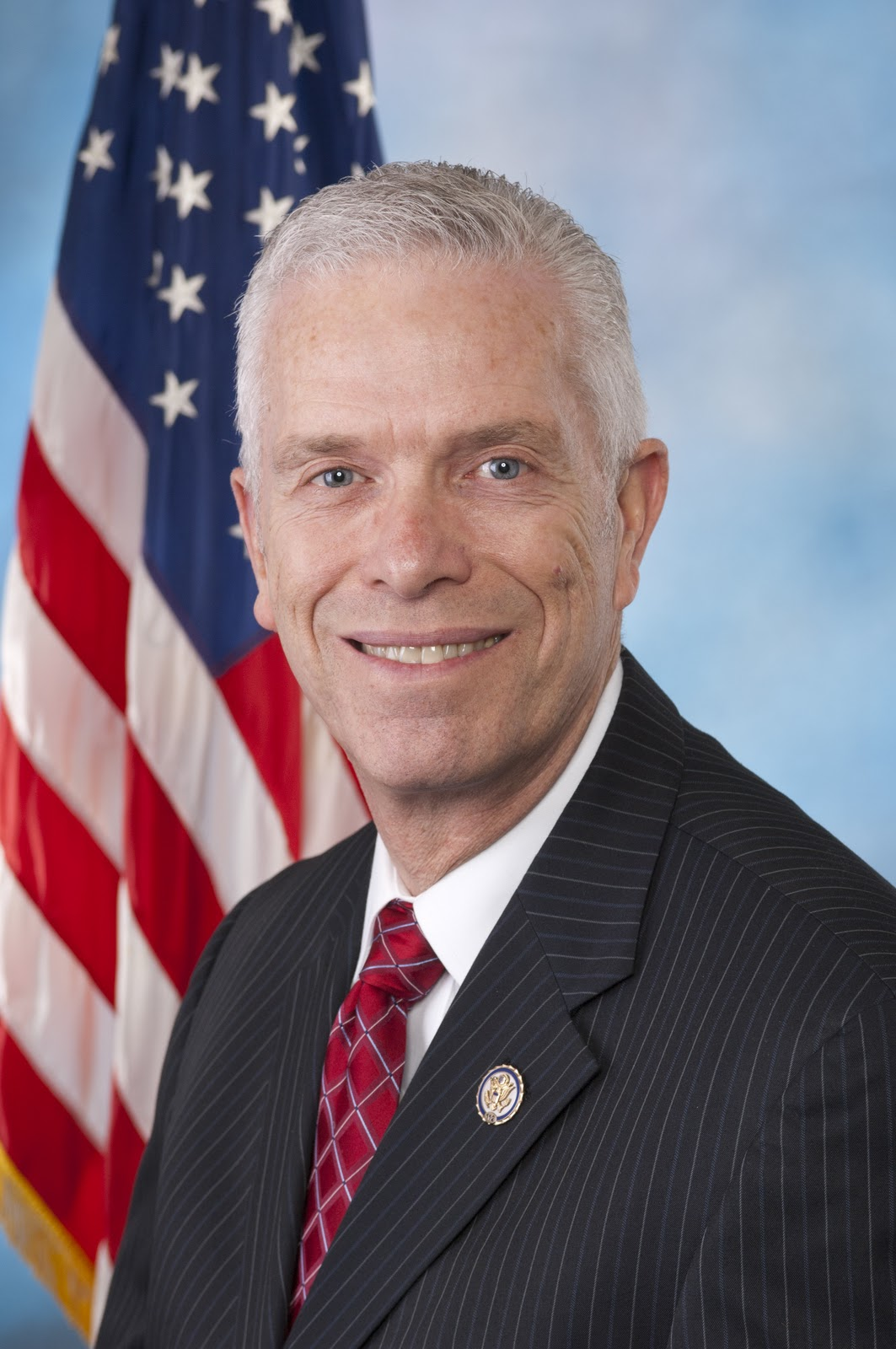
比爾·約翰遜

比爾·約翰遜（英語：Bill Johnson；1954年11月10日—），前美國國會議員。2011年-2024年，他是俄亥俄州第6選舉區選出的美國眾議院議員。他的黨籍是共和黨。約翰遜出生在北卡羅來納州。他曾於1973年至1989年間加入美國空軍服役，官至中校。2024年起為揚斯敦州立大學校長。